# Sturmey-Archer
Sturmey-Archer és una companyia fundada el Nottingham, Anglaterra. Fabrica principalment  canvis interns de boixa per bicicletes, encara que també ha fabricat alguns tipus de canvis interns per a motocicletes.
La companyia va ser fundada l'any 1902 per Henry Sturmey i James Archer sota la direcció de Frank Bowden, el principal propietari de l'empresa de  Bicicletes Raleigh. El 2000, els actius i marques comercials de Sturmey-Archer es van vendre a Sun Race canviant el nom a corporació Sun Race Sturmey-Archer Inc i les operacions es van traslladar a Taiwan, amb una base a Amsterdam, Països Baixos per a Europa amb la distribució dels components de Sun Race.

## Productes

### Canvis interns AW
El producte més àmpliament conegut de Sturmey-Archer és el  canvi intern AW de 3 velocitats, introduït en 1936 i encara en producció. És el supervivent d'una gamma molt més àmplia de el model «A» de tres velocitats, incloent l'AM (relació mitjana per a corredors «club»), l'AC i l'AR (relació de marxes estreta per a corredors de contrarellotge) i l'ASC (una única de pinyó fix i tres marxes).
El 1939 va ser llançat al mercat un canvi intern model FW de quatre velocitats. Això va portar a el desenvolupament d'una sèrie de models de cinc velocitats, i el 1994 es van introduir boixes de set velocitats. La producció d'aquest últim model va ser baixa, i a mitjans de la dècada de 2000 van ser abandonats.

### Canvis interns ASC

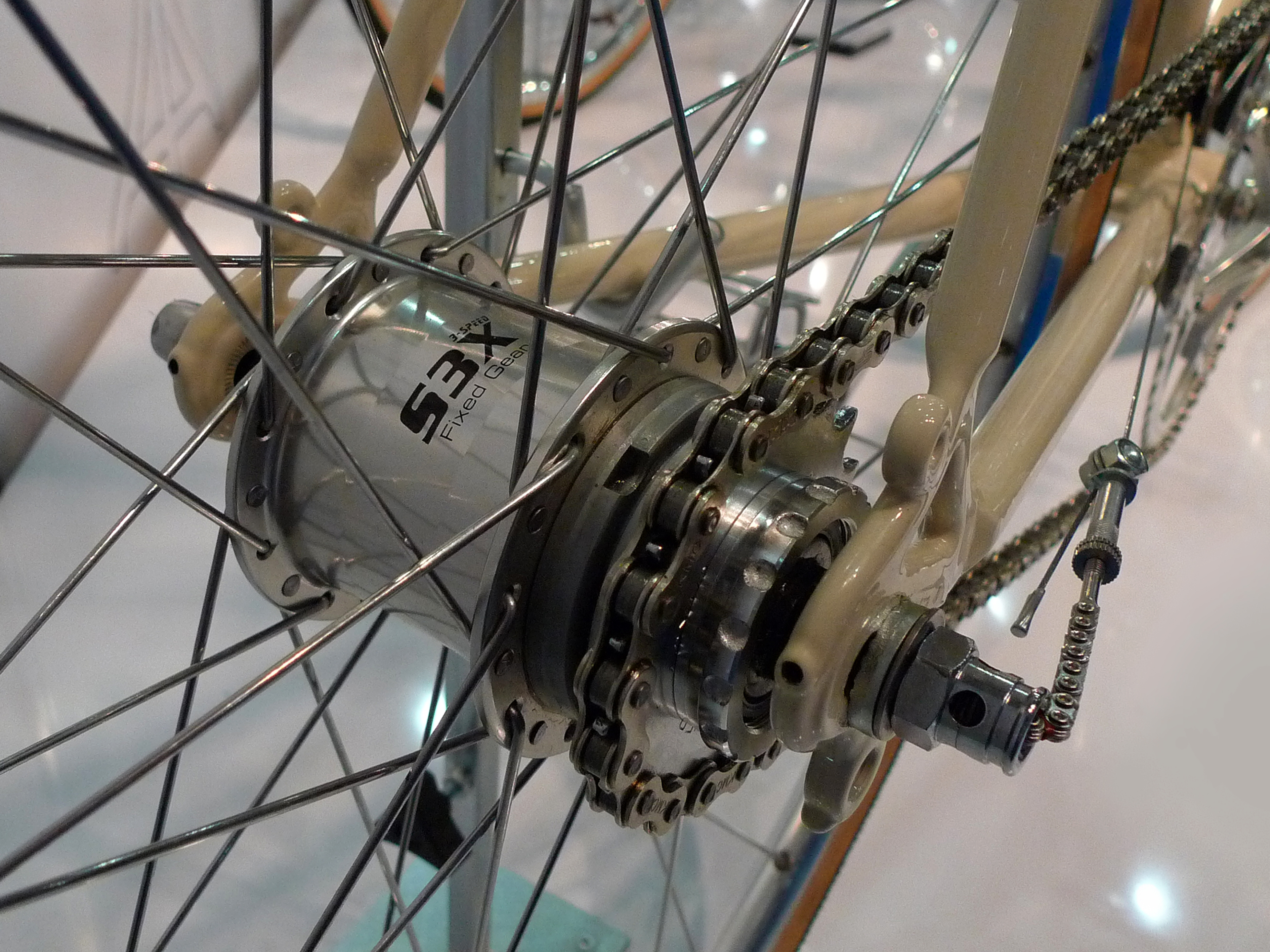
Pinyó fix i tres marxes Sturmey-Archer SX3

En la dècada de 1920 l'ús de la bicicleta de pinyó fix s'havia convertit en la norma entre els ciclistes de club i per a l'esport de competició en Gran Bretanya. Comunament, els corredors van tenir dos pinyons fixos, un a cada costat de l'eix posterior, les  relacions de transmissió es canvien donant volta la roda. Sturmey-Archer va respondre a la demanda mitjançant la introducció en 1933 de la TF de 2 velocitats. Oferia un simple descens del 25% de la marxa alta.
El 1945 Sturmey-Archer va anunciar la boixa d'acer ASC amb tres relacions i pinyó fix en l'edició del 15 d'agost de la revista Ciclisme. La reducció marxa alta per a les altres dues marxes va ser del 10% i 25%. Els carcasses d'alumini no es van introduir fins a 1948 equipats de sèrie amb femelles de papallona. 

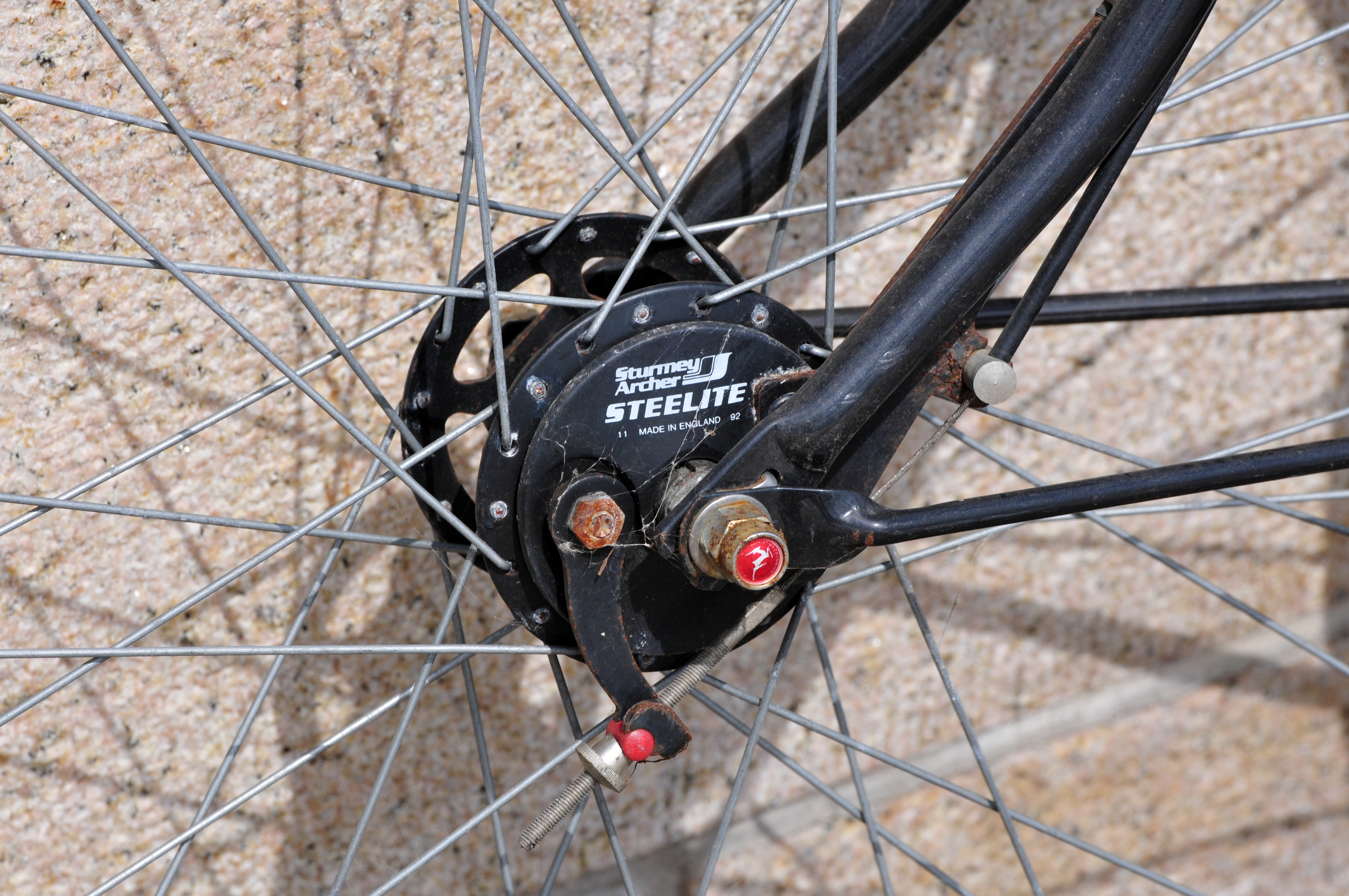
Boixa amb fre de tambor Sturmey-Archer Steelite 70mm. El primer fre de tambor davanter va ser introduït en 1932 com Tipus LBF